# كارين ديفيز
كارين ديفيز (بالإنجليزية: Karen Davies)‏ هي لاعبة غولف أمريكية وبريطانية، ولدت في 19 يونيو 1965 في ريكسهام في المملكة المتحدة.